# Benthopecten rhopalophorus
Benthopecten rhopalophorus är en sjöstjärneart som beskrevs av Alexander Michailovitsch Djakonov 1950. Benthopecten rhopalophorus ingår i släktet Benthopecten och familjen nålsjöstjärnor. Inga underarter finns listade i Catalogue of Life.